# Marpesia petreus
Marpesia petreus is een dagvlinder uit de familie Nymphalidae, de vossen, parelmoervlinders en weerschijnvlinders, onderfamilie Limenitidinae. De spanwijdte varieert tussen de 70 en 95 millimeter. De vlinder komt voor van het zuiden van de Verenigde Staten tot Brazilië, ook in het Caraïbisch gebied. Als waardplanten worden soorten ficus gebruikt, en ook cashew.